# 尼古拉·彼得茨
尼古拉·弗拉基米罗维奇·彼得茨（俄语：Никола́й Влади́мирович Пе́терец，1907年—1944年）生於罗马，是一位俄羅斯詩人、散文家、文學評論家、新聞工作者。

## 生平
尼古拉·弗拉基米罗维奇·彼得茨的父親是社会革命党黨員。在他父親環遊歐洲期間，尼古拉·弗拉基米罗维奇·彼得茨出生。尼古拉·弗拉基米罗维奇·彼得的母親来自斯洛伐克。在尼古拉·弗拉基米罗维奇·彼得出生不久，其父母分手，尼古拉·弗拉基米罗维奇·彼得茨的母親帶著他前往海參崴居住。後來他又搬到哈尔滨居住。九一八事變後，他又搬到上海定居。尼古拉·弗拉基米罗维奇·彼得茨最終因肺炎在上海去世。